# Daniel Opare
Daniel Opare (Accra, 18 oktober 1990) is Ghanees voetballer die bij voorkeur als rechtsback speelt. Sinds de zomer van 2021 zit hij zonder club na zijn vertrek bij Zulte Waregem. Opare debuteerde in 2009 in het Ghanees voetbalelftal.

## Carrière
Opare werd in november 2007 door het Engels voetbaltijdschrift World Soccer opgenomen in een lijst van "50 meest opwindende spelers op deze planeet". Datzelfde jaar werd hij met de Ghanese –17 vierde op het WK –17.
In 2008 plukte Real Madrid Castilla de 17-jarige Opare weg bij de Tunesische eersteklasser Club Sportif Sfaxien. Opare speelde twee seizoenen bij de Madrilenen, maar slaagde er niet in om door te stromen naar het eerste elftal van Real Madrid. In de zomer van 2010 maakte hij de overstap naar Standard Luik, waar hij in vier seizoenen tijd meer dan honderd officiële duels speelde. In mei 2014, vlak voor het WK 2014, liet Standard weten dat de Ghanees transfervrij overstapte naar FC Porto. Eerder hadden zijn ex-ploegmaats Steven Defour en Eliaquim Mangala al de overstap gemaakt naar de Portugese club.
Opare's transfer naar Porto werd een flop: de Ghanees kwam er geen seconde aan spelen toe in het eerste elftal, en in januari 2015 leende de club hem al uit aan Beşiktaş JK. In augustus 2015 liet Porto de 24-jarige Opare transfervrij vertrekken naar de Duitse eersteklasser FC Augsburg.
Na drie seizoenen bij Augsburg, met daartussen ook nog een uitleenbeurt aan RC Lens, haalde Antwerp FC de inmiddels 27-jarige Opare in de zomer van 2018 terug naar België. In zijn eerste seizoen kwam hij nog vaak aan spelen toe bij The Great Old, maar het seizoen 2019/20 moest hij volledig aan zich laten voorbijgaan door een zware knieblessure.
Opare maakte uiteindelijk nooit zijn comeback bij Antwerp, want in juni 2020 stapte hij transfervrij over naar Zulte Waregem waar hij een contract voor twee seizoenen tekende. In april 2021 onderging hij een operatie aan het kraakbeen wat maanden onbeschikbaarheid betekende. Zijn tweede contractjaar bleek optioneel te zijn en Zulte Waregem lichtte die niet waardoor hij sinds juli 2021 zonder club zit. In januari 2022 tekende hij voor 1,5 jaar bij RFC Seraing.

## Clubstatistieken
| Seizoen | Club                 | Competitie               | Wed. | Goals |
| ------- | -------------------- | ------------------------ | ---- | ----- |
| 2006/07 | Ashanti Gold SC      | Premier League           | 13   | 4     |
| 2007/08 | Sfax Railway Sports  | Championnat D3           | 21   | 6     |
| 2008/09 | Real Madrid C        | Tercera División Grupo 7 | 17   | 0     |
| 2009/10 | Real Madrid Castilla | Segunda División A       | 2    | 0     |
| 2010/11 | Standard Luik        | Jupiler Pro League       | 33   | 0     |
| 2011/12 | Standard Luik        | Jupiler Pro League       | 16   | 0     |
| 2012/13 | Standard Luik        | Jupiler Pro League       | 13   | 0     |
| 2013/14 | Standard Luik        | Jupiler Pro League       | 30   | 0     |
| 2014/15 | FC Porto             | Primeira Liga            | 0    | 0     |
| 2014/15 | → Besiktas JK        | Süper Lig                | 6    | 1     |
| 2015/16 | FC Augsburg          | Bundesliga               | 4    | 0     |
| 2016/17 | FC Augsburg          | Bundesliga               | 0    | 0     |
| 2016/17 | → RC Lens            | Ligue 2                  | 7    | 0     |
| 2017/18 | FC Augsburg          | Bundesliga               | 17   | 0     |
| 2018/19 | Antwerp FC           | Jupiler Pro League       | 23   | 0     |
| 2019/20 | Antwerp FC           | Jupiler Pro League       | 0    | 0     |
| 2020/21 | Zulte Waregem        | Jupiler Pro League       | 29   | 0     |
| 2021/22 | RFC Seraing          | Jupiler Pro League       | 5    | 0     |
| Totaal  | Totaal               | Totaal                   | 231  | 11    |

## Erelijst
| Competitie            |            |            |            |            |
| Competitie            | Aantal     | Jaren      |            |            |
| CS Sfaxien            | CS Sfaxien | CS Sfaxien | CS Sfaxien | CS Sfaxien |
| --------------------- | ---------- | ---------- | ---------- | ---------- |
| CAF Confederation Cup | 1x         | 2008       |            |            |
| Standard Luik         |            |            |            |            |
| Beker van België      | 1x         | 2010/11    |            |            |
| Ghana –20             |            |            |            |            |
| Wereldkampioen –20    | 1x         | 2009       |            |            |